# Michel Inchauspé
Pour les articles homonymes, voir Inchauspé.
Michel Inchauspé, né le 5 novembre 1925 à Saint-Jean-Pied-de-Port (Basses-Pyrénées) et mort le 26 octobre 2011 à Ispoure (Pyrénées-Atlantiques),, est un banquier et homme politique français.

## Biographie

### Jeunesse et études
Michel Inchauspé est le fils de Louis Inchauspé, président du Conseil général des Pyrénées-Atlantiques de 1949 à 1960. Après une scolarité secondaire au collège Saint-François-Xavier à Ustaritz, Michel Inchauspé s'inscrit à la faculté de droit de l'université de Bordeaux. Il étudie ensuite à l'Institut technique de Roubaix.

### Parcours professionnel
Michel Inchauspé commence sa carrière politique au niveau local, comme conseiller général des Pyrénées-Atlantiques (canton de Saint-Jean-Pied-de-Port). Il occupe ce poste de 1960 à 2004. Il devient en 1967 député UNR des Pyrénées-Atlantiques.
Du 10 juillet 1968 au 16 juin 1969, Michel Inchauspé est secrétaire d'État auprès du Premier ministre, chargé des Départements et Territoires d'Outre-mer du gouvernement Maurice Couve de Murville. Il s'agit de sa seule expérience gouvernementale.
Il conserve son siège de député jusqu'en 1986, date à laquelle il perd les élections. Il est réélu en 1988, et siège à l'Assemblée jusqu'à 2002.
En 1970, il crée la Banque Auxiliaire Michel Inchauspé (BAMI) par scission de la Banque Veuve Léon Inchauspé et Cie et association avec la Banque Auxiliaire d'Escompte et de Crédit.

## Décorations
- médaille de la République orientale de l'Uruguay[7]